# هوغو إيكيتيكي
هوغو إيكيتيكي (مواليد 20 يونيو 2002) هو لاعب كرة قدم فرنسي يلعب في مركز المهاجم مع نادي ليفربول في الدوري الإنجليزي الممتاز.

## النشأة
ولد إيكيتيكي في ريمس، مارن، لأب كاميروني وأم فرنسية.

## روابط خارجية
- هوغو إيكيتيكي على موقع الاتحاد الأوربي (الإنجليزية)
- هوغو إيكيتيكي على موقع إي إس بي إن إف سي (الإنجليزية)
- هوغو إيكيتيكي على موقع قاعدة بيانات كرة القدم.إي يو (الإنجليزية)
- هوغو إيكيتيكي على موقع بيانات كرة القدم. دي إي (الألمانية)
- هوغو إيكيتيكي على موقع ليكيب (الفرنسية)
- هوغو إيكيتيكي على موقع Soccerbase.com (لاعب) (الإنجليزية)
- هوغو إيكيتيكي على موقع Soccerway.com (الإنجليزية)
- هوغو إيكيتيكي على موقع عالم كرة القدم.نت (الإنجليزية)
- هوغو إيكيتيكي على موقع كووورة
- هوغو إيكيتيكي على موقع AS.com (الإسبانية)